# Charaxes rabaiensis
Charaxes rabaiensis är en fjärilsart som beskrevs av Edward Bagnall Poulton 1929. Charaxes rabaiensis ingår i släktet Charaxes och familjen praktfjärilar. Inga underarter finns listade i Catalogue of Life.